# Blaze Away (film 1922 Curran)
Blaze Away è un film muto del 1922 diretto da William Hughes Curran. Sceneggiato da Bruce Boteler su un proprio soggetto, fu prodotto da Frederick Herbst. Il film, di genere western, aveva come interpreti Guinn 'Big Boy' Williams, Molly Malone, Hal Wilson.

## Trama
Tuck Martin, un allevatore disonesto, vuole mettere le mani sopra il ranch del vicino, Pop Melody, la cui figlia, Molly, è innamorata di Big Boy. Melody si trova nei guai anche perché Bill Lang, il suo caposquadra, è in combutta con Martin. Il cowboy, che dapprima aveva pensato addirittura di uccidere del suo boss, riesce infatti a indebolire le difese di Melody. Un attacco alla sua casa rivela il doppiogioco di Bill Lang che finirà però per essere catturato e portato davanti alla giustizia, mentre più niente si interporrà alla felicità di Big Boy e Molly.

## Produzione
Il film fu prodotto dalla Frederick Herbst Productions.

## Distribuzione
Distribuito dalla Di Lorenzo Inc., il film uscì nelle sale statunitensi nell'ottobre 1922.
Non si conoscono copie ancora esistenti della pellicola che viene considerata presumibilmente perduta.